# Klecany
Klecany (německy Groß Kletzan) jsou nejmenší město v okrese Praha-východ. Leží asi 5 km severně od okraje Prahy na pravém břehu Vltavy, v nadmořské výšce asi 180–280 m. Centrální část města se nachází na skále nad Vltavou, zástavba se ale přelévá až k vltavskému břehu, stejně tak jako k okolním obcím a rozsáhlým chatovým oblastem. Žije zde přibližně 3 900 obyvatel.

## Místní části
- Drasty
- Klecany
- Klecánky
- Zdibsko

V letech 1850–1887 k městu patřily i Větrušice.

## Historie

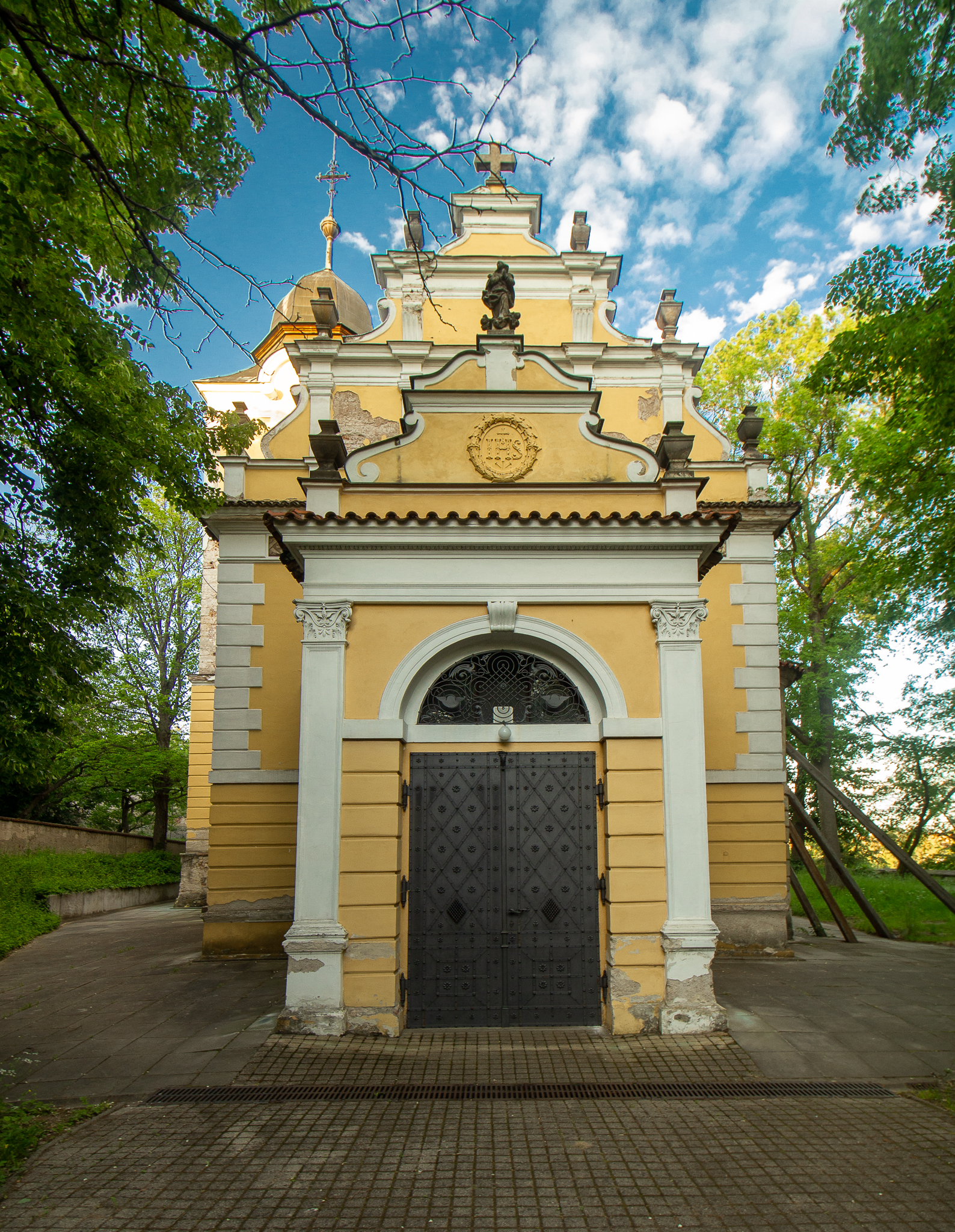
Kostel Nanebevzetí Panny Marie

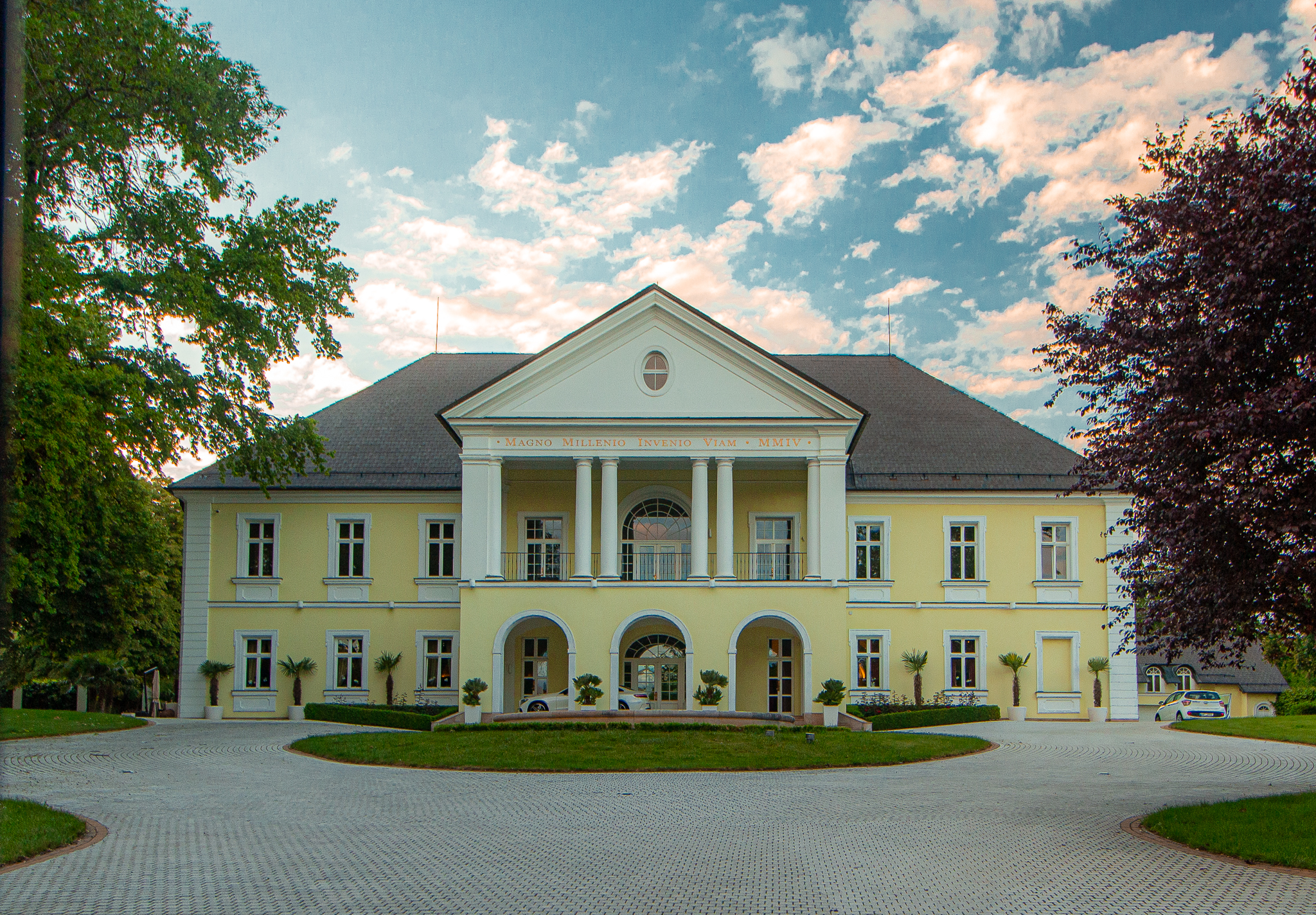
Zámek v Klecanech

Ačkoliv osídlení oblasti je doloženo již od starší doby kamenné, první písemná zmínka o Klecanech pochází teprve z roku 1309 ze jména Lobka z Klecan, svědka při koupi Václavic. Koncem 14. století doložena ve vsi tvrz. V roce 1507 král Vladislav Jagellonský povýšil ves na město. Během třicetileté války bylo město poničeno a několikrát vyhořelo. Následně status města opět ztratilo.
Na severní straně obce bylo v meziválečném období zřízeno polní vojenské letiště, které mělo určitý význam během druhé světové války. Bylo zrušeno na počátku 60. let 20. století.  V období socialismu byly na okraji města vystavěny kasárny, s kterými přišla také výstavba panelových domů. Dnes již bývalé kasárny slouží k veřejným účelům. V 80. letech byl vystavěn rozsáhlý školní areál formou pavilonů. Status města obdržely Klecany znovu v roce 1994.
V roce 2000 bylo v místní části Na Hradišti odkryto slovanské pohřebiště, které bylo v areálu hradiska Pravý Hradec z první poloviny 10. století, významem srovnatelné s obdobnými pohřebišti na Levém Hradci a Pražském hradě. 

### Územněsprávní začlenění
Dějiny územněsprávního začleňování zahrnují období od roku 1850 do současnosti. V chronologickém přehledu je uvedena územně administrativní příslušnost obce v roce, kdy ke změně došlo:
- 1850 země česká, kraj Praha, politický i soudní okres Karlín[9]
- 1855 země česká, kraj Praha, soudní okres Karlín[9]
- 1868 země česká, politický i soudní okres Karlín[9]
- 1927 země česká, politický okres Praha-venkov, soudní okres Karlín[10]
- 1929 země česká, politický okres Praha-venkov, soudní okres Praha-sever[11]
- 1939 země česká, Oberlandrat Praha, politický okres Praha-venkov, soudní okres Praha-sever[12]
- 1942 země česká, Oberlandrat Praha, politický okres Praha-venkov-sever, soudní okres Praha-sever[13]
- 1945 země česká, správní okres Praha-venkov-sever, soudní okres Praha-sever[14]
- 1949 Pražský kraj, okres Praha-sever[15]
- 1960 Středočeský kraj, okres Praha-východ[16]

### Vybavenost obce v roce 1932
Ve vsi Klecany (přísl. Drasty, Klecánky, Zdibsko, 1765 obyvatel, poštovní úřad, telegrafní úřad, telefonní úřad, četnická stanice, katol. kostel) byly v roce 1932 evidovány tyto živnosti a obchody: lékař, biograf Legie, výroba cementového zboží, 2 cihelny, družstvo pro rozvod elektrické energie v Klecanech, 2 elektrotechnické závody, 2 holiči, 8 hostinců, kapelník, kolář, 2 kováři, 2 krejčí, 2 malíři, obchod s materiálním zbožím, 2 mlýny, 7 obuvníků, 2 pekaři, pískovna, 2 porodní asistentky, 10 rolníků, 3 řezníci, 2 sedláři, 7 obchodů se smíšeným zbožím, spořitelní a záložní spolek pro Klecany, obchod se stroji, školka, 4 trafiky, 2 truhláři, 2 velkostatky (Meissl, Saxl), zahradnictví, 2 zedničtí mistři.

### Elektrárna na Vltavě
V roce 2002 byla na Vltavě při jezu zprovozněna malá vodní elektrárna v místní části Klecánky. Tato místní část byla zasažena a silně poškozena ničivou povodní v roce 2002, při níž byla poničena řada domů a objektů, včetně elektrárny. Po obnově je elektrárna opět v provozu, instalovaný výkon dvou Kaplanových turbín je 2 x 0,482 MW.

## Pověst
Zvony z Klecan byly podle pověsti zapůjčeny do Brandýsa nad Labem k příležitosti vysvěcení tamního kostela sv. Václava. Zvony se však v noci vracely zpět do své obce. Při letu si zpívaly: „Hou - hou! Klecanské zvony jdou! Jdou - jdou!“ Když letěly přes Labe, jel po mostě bezbožný kočí, jemuž se bič zapletl do srdce jednoho ze zvonů. Kočí zlostně zaklel, zvony smutně zapěly: „Jdou! Jdou! Nedojdou!“ a zapadly do tůně. Jednoho dne tam pradlena máchala prádlo a jeden zvon se jí do něj zachytil. Pradlena netušila, co jí to drží, a tak hrubě vykřikla a zvon se potopil navždy. Dodnes je prý v korytě starého Labe v tůni pod jezem možno vidět na dně zvony nebo při úplňku slyšet jejich smutné vyzvánění: „Jdou! Jdou! Nedojdou!“
Jiná verze pověsti říká, že zvony se do tůně propadly, když byly do kostela dováženy a probořil se s nimi můstek.

## Památky
Klecany na Seznamu kulturních památek v okrese Praha-východ.
- kostel Nanebevzetí Panny Marie ze 14. století, původně gotický, od přestavby v roce 1892 pseudorenesanční. V letech 1876–1884 zde působil jako kaplan Václav Beneš Třebízský. Jeho působení a pobyt připomínají dva pomníky, od J. V. Myslbeka z roku 1894, od L. Šalouna z roku 1898 a pamětní síň na faře.
- zámek na místě dřívější tvrze v severozápadním sousedství kostela, hlavní trakt rekonstruován v roce 2004.
- Pravý Hradec – hradiště z doby okolo roku 900.

## Osobnosti
- Julius Reitler (1834–1922) - podnikatel a politik, poslanec Českého zemského sněmu
- Josef Kožíšek (1861–1933) - spisovatel
- František Ventura (1895–1969) - olympijský vítěz ve skocích na koni z Amsterdamu v roce 1928
- Naděžda Slabihoudová (1922–2014) - překladatelka z estonštiny a ruštiny
- generálmajor v.v. Ing. Jan Bret (1923–2002) - držitel Řádu Bílého Lva III.třídy (1995),vyznamenaný Československou medailí za chrabrost, která mu byla udělena za činnost ve II. odboji, veterán 2. světové války
- Miroslav Grégr (*1929) - bývalý ministr bez portfeje, průmyslu a obchodu a místopředseda vlády Miloše Zemana
- Pavel Kuneš (*1937) - dlouholetý farář v Klecanech, propagátor reforem 2. vatikánského koncilu
- Zlata Adamovská (*1959) - herečka
- Martin Domanský - podnikatel (Domanský s.r.o)
- Jens Beckhäuser - německý podnikatel (Beck, BBC Fitness)
- Tom Beckhäuser (*1999) - česko-německý automobilový závodník
- Jiří Savka - Automobilový závodník (Drifting) a úpravce vozů BMW
- Dominik Pacovský (*1990) - český lední hokejista
- Robert Záruba (*1967) - sportovní komentátor
- Nora Fridrichová (*1977) - moderátorka a novinářka

## Zajímavosti
- Spojení Klecan s levým břehem Vltavy zajišťuje přívoz z Klecánek do Roztok. Mohou jej použít pěší a cyklisté.
- V červnu se v Klecanech každoročně koná přehlídka historických vozidel, Klecanská Veteran Rallye.

## Doprava
Dopravní síť
- Pozemní komunikace – Do obce vede silnice III. třídy. Ve vzdálenosti 2 km vede silnice II/608 Praha-Libeň - Veltrusy - Straškov-Vodochody - Doksany - Terezín. Ve vzdálenosti 3 km lze najet na dálnici D8 na exitu 1 (Zdiby).

- Železnice – Železniční trať ani stanice na území obce nejsou.

Veřejná doprava 2018
V obci měly zastávku tyto příměstské autobusové linky (dopravce ČSAD Střední Čechy, a. s.):
- 374 (z Prahy, Kobylis ve směru Odolena Voda, většina spojů jede jen do Máslovic),
- 371 (z Prahy, Kobylis ve směru Husinec, některé spoje končí Klecánkách),
- 958 (noční linka z Prahy, Kobylis ve směru Odolena Voda).

Ve Zdibech je možné přestoupit na autobusové linky ve směru Neratovice, Kralupy nad Vltavou, Odolena Voda, které zajišťují spojení Klecan s těmito obcemi.

## Fotogalerie

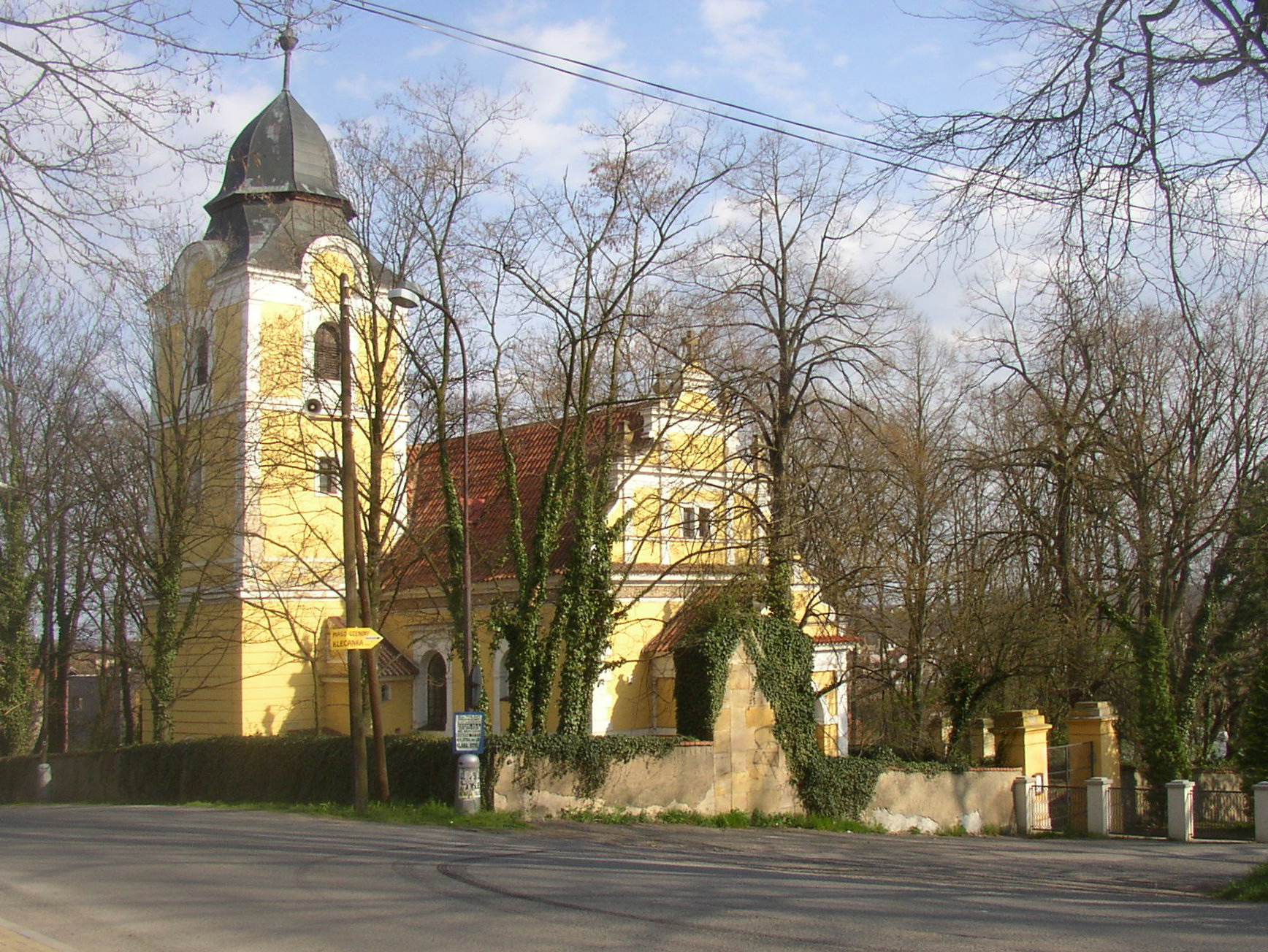
Kostel Nanebevzetí Panny Marie v Klecanech
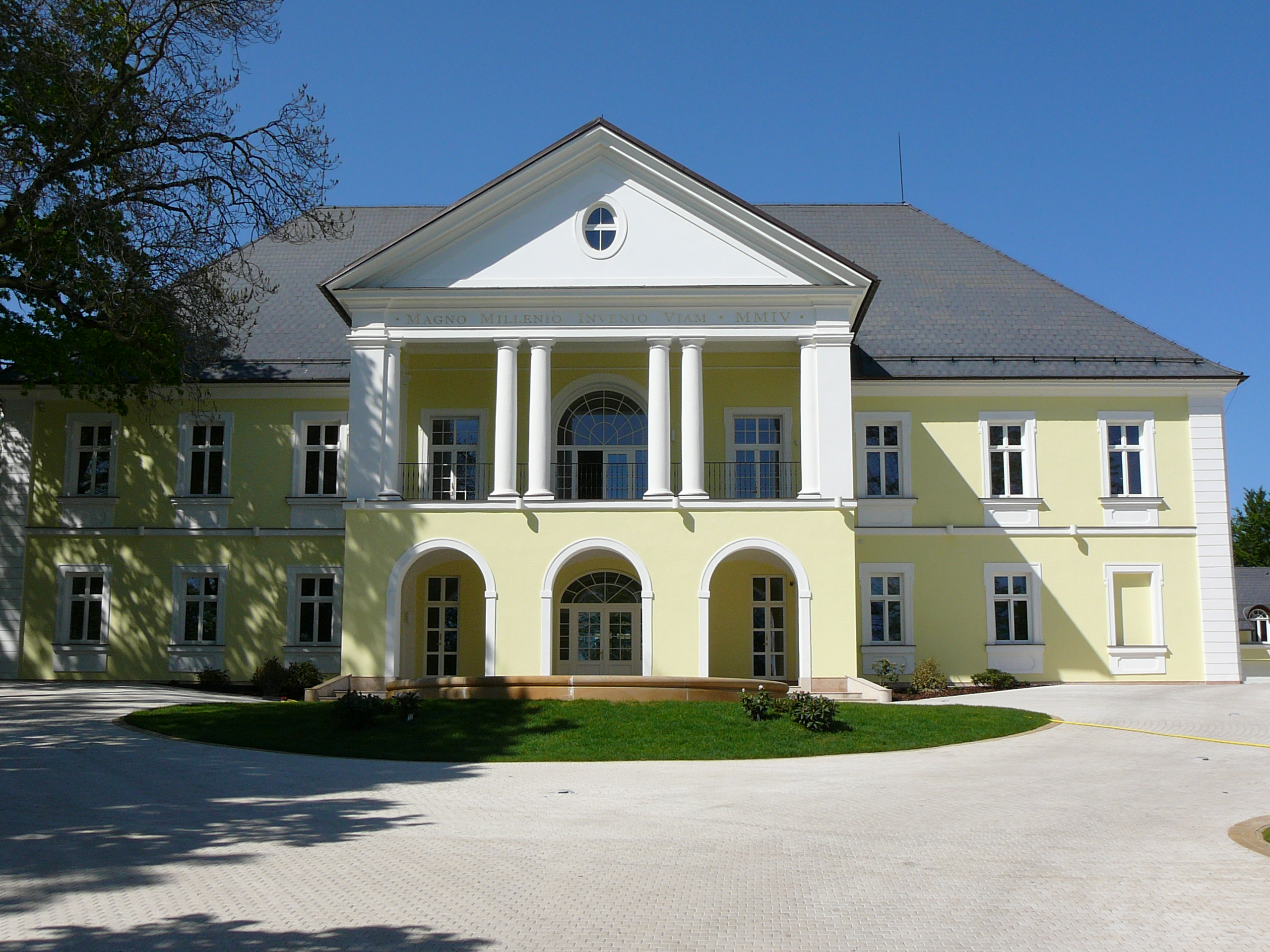
Zámek Klecany
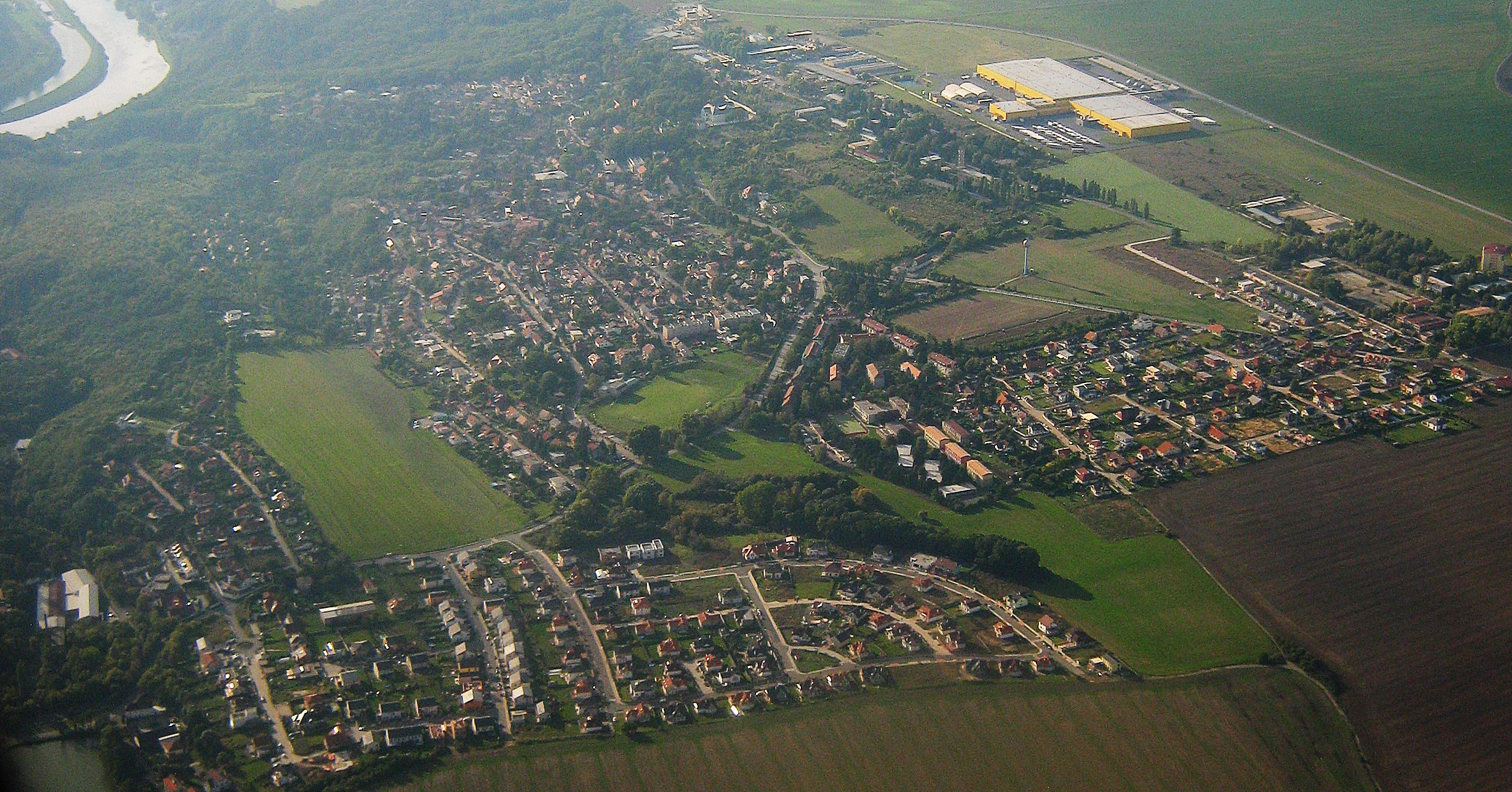
Letecký snímek z jihovýchodu (2012)
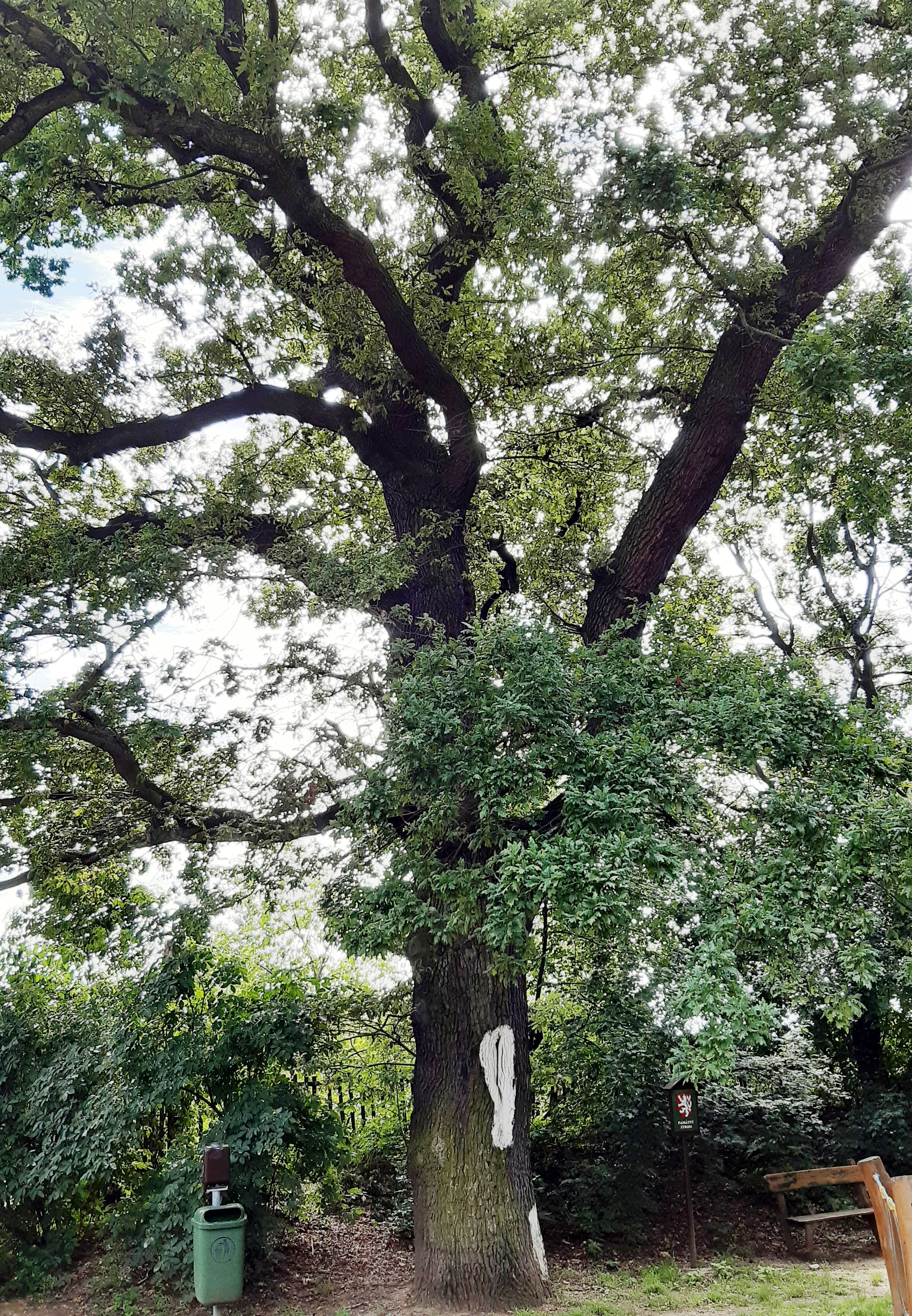
Dub v ulici Na Hradišti památný strom